# Rutan Voyager
Rutan Model 76 Voyager var den første flyvemaskine som fløj jorden rundt uden at stoppe eller påfylde brændstof. Piloterne var Dick Rutan og Jeana Yeager. Flyet lettede fra Edwards Air Force Base's 4.600 m lange startbane i Mojaveørkenen den 14. december 1986, og landede 9 dage, 3 minutter og 44 sekunder senere den 23. december, og satte derved rekord for den mest langvarige flyvning. Flyet fløj i en vestlig retning 42.432 km; den distance som FAI godkender er dog 40.212 km,  i en gennemsnitshøjde af 11.000 fod (3.350 m). Dette slog en tidligere rekord for længste flyning som var sat af en besætning fra United States Air Force som fløj et Boeing B-52 fly som fløj 20.168 km i 1962.

## Design og udvikling
Ideen om flyet kom først til Jeana Yeager, Dick Rutan og Dicks bror Burt Rutan mens de spiste frokost i 1981. Den oprindelige ide blev først skitseret bag på en serviet. Voyager blev bygget i Mojave, Californien, over en periode på fem år. Voyager flyet blev hovedsagelig bygget af en gruppe frivillige som arbejdede både for Rutan Aircraft Factory og en organisation som blev dannet under navnet Voyager Aircraft.
Flyet, som hovedsagelig er lavet af glasfiber, kulfiber og Kevlar, vejede 426 kg i tom tilstand. Med motorerne monteret, var flyets tomvægt 1.020,6 kg. Men da det var fuldt lastet før den historiske flyvning vejede det 4.397 kg pga. den store mængde brændstof som var nødvendig til langdistance-flyvningen. Flyet havde en anslået lift to drag ratio (L/D) på 27. Vingespidserne og vingebeklædningen var specialdesignede, og flyet blev analyseret med brug af computational fluid dynamics. Vortex generatorer blev adderet til vingespidserne, for at reducere følsomheden overfor forurening af overfladen.
Voyager havde propeller både foran og bagved, drevet af separate motorer. Det fløj første gang den 22. juni 1984, drevet af Lycoming O-235 motorer med propeller som ikke kunne justeres. I november 1985 blev flyet rullet ud, monteret med de motorer som skulle bruges til jordomflyvningen, en luftkølet Teledyne Continental O-240 forrest, og en vandkølet Teledyne Continental IOL-200 bagerst. Begge var udstyret med elektrisk styrede MT-Propeller. Planen var, at den bagerste motor skulle køre under hele flyvningen. Den forreste motor skulle give ekstra kraft til at lette, og under den første del af flyvningen når flyet var tungt lastet.
Den 15. juli 1986 gennemførte Rutan og Yeager en testflyvning, ud for Californiens kyst, hvorunder de fløj i 111 timer og 44 minutter, og tilbagelagde 19.093 km. Det første forsøg på denne flyvning blev ramt af en fejl i en elmotor som skulle bruges til at indstille propellens stigning, og de var nødt til at foretage en nødlanding på Vandenberg Air Force Base. Under en testflyvning den 29. september 1986 var flyet nødt til at foretage en nødlanding, fordi et propelblad rev sig løs.  Som følge heraf, besluttede man at skifte til Hartzell hydraulisk indstillige propeller. Hartzell lyn-fremstillede special-propeller til flyet, som første gang blev fløjet den 15. november 1986.

## Jordomflyvning
Voyagers jordomflyvning lettede fra den længste startbane på Edwards AFB kl. 8:01 lokal tid den 14. december 1986, med 3.500 pressefolk til stede.  Mens flyet accelererede, blev vingespidserne beskadiget da de skrabede hen af startbanen, da vingerne var tungt lastet med brændstof, hvilket førte til at dele (winglets) brækkede af i begge sider. (Piloten havde ønsket at opnå så meget fart at de indre vinger, i modsætning til de skrøbelige ydre vinger, ville løfte flyet; under 67 testflyvninger havde flyet aldrig tidligere været fuldt lastet.) Flyet accelererede meget langsomt og brugte ca. 4,3 km af startbanen for at opnå fart nok til at lette fra jorden; vingerne buede dramatisk opad lige før det lettede. Under flyvningen måtte de to piloter klare sig på ekstremt lidt plads. For at reducere stress havde de to oprindeligt tænkt sig at flyve flyet i tre-timers skift, men flyveegenskaberne forhindrede rutinemæssige skift, og de blev meget udmattede.
 Flyet mindede også hele tiden piloterne om sin ustabilitet og skrøbelighed. De var nødt til at flyve uden om dårligt vejr mange gange, mest farligt rundt om den næsten 1000 km brede tyfon Marge.
Libyen nægtede adgang til landets luftrum, hvorved man måtte bruge kostbart brændstof. Da de nærmede sig Californien for at lande, svigtede en brændstofpumpe, og måtte erstattes med sin tvilling som pumpede brændstof fra den anden side af flyet.
Foran 55.000 tilskuere og et stort presseopbud, inklusive 23 TV kanaler, som brød ind i planlagte udsendelser over hele Europa og Nordamerika, kom flyet sikkert tilbage til jorden, og landede kl. 8:06 på den samme startbane 9 dage efter det lettede. Gennemsnitshastigheden for flyvningen var 187 km/h. Der var 48 kg brændstof tilbage i tankene, kun omkring 1,5% af den mængde brændstof, der var taget ombord.
Flyvningen blev godkendt af FAI og AOPA, og var den første succesfulde luftbårne omkredsning af jorden uden påfyldning af brændstof undervejs, som inkluderede to passager af Ækvator (i modsætning til kortere mulige "jordomflyvninger" som flyver rundt om Nordpolen eller Sydpolen). Denne bedrift er siden kun blev opnået yderligere en gang, af Steve Fossett i Global Flyer. Yeager, Rutan-brødrene, og besætningschefen/konstruktøren Bruce Evans modtog Collier Trophy i 1986 for bedriften.
Voyager findes nu udstillet på Smithsonian Institution's National Air and Space Museum i Washington, DC.

## Specifikationer
Besætning: 2 piloter
Længde: 8,90 meter
Vingespænd: 33,80 meter
Højde: 3,10 meter
Vingeareal: 33,72 kvadratmeter
Tom vægt: 1.020,6 kg
Fuld vægt: 4.397,4 kg
Antal motorer: 2
Motortype1: Teledyne Continental O-240
Motorydelse: 100 kW / 130 hk
Motortype2: Teledyne Continental IOL-200
Motorydelse: 81 kW / 110 hk
Tophastighed: 196 km/h
Rækkevidde: 42.212 km
Flyvetid: 216 timer